# Dokanj
Dokanj je naseljeno mjesto u sastavu općine Tuzla, Federacija Bosne i Hercegovine, BiH.

## Zemljopis
Prostorno pripada zemljopisnoj cjelini Majevice. Reljefno, Dokanj i cijela župa Breške najizraženiji su orografski oblik na području općine Tuzla. Hidrološki Dokanj i župa Breške pripadaju slivu Crnog mora. Prema ekološko-vegetacijskoj rejonizaciji savim pripada Pripanonskoj oblasti. Funkcionalno je Dokanj i cijela župa Breške potpuno okrenuta Tuzli.  
Nalazi se u slivu rijeke Soline. Zbog brdsko-planinske naravi ovog područja, usklađeno se njime oblikovao se prostorni razmještaj, veličini i razvitak svih naselja ovog kraja.

## Flora i fauna
Ekološko-vegetacijski su dio Pripanonske oblasti. Biljnu zajednicu tvore brdske visoke šume bukve, čiste i s drugim lišćarima. Nazočne su i visoke šume kitnjaka, običnog graba te šumske kulture četinara. Među grmolikim vrstama su zova, žestika, kozokrvina, drijen, glog i smreka. Divlje životinje su u skladu s navedenim biljnim zajednicama: zec, srna, fazan, jarebica, divlja svinja i mnogobrojne vrste ptica. Izolirani kraj ima malo graditeljskih intervencija u smislu promjene reljefa, zbog čega ima nekoliko botaničkih i zooloških vrijednosti. Drvenasta vrsta lipe (Tilia l.) krasi brežački krajolik. U svibnju na majevičkim stranama cvate zaštićena vrsta crvena udika (Viburnum opulus L.). U Crnom Blatu na lokalitetima Bor i Triješanj u vrlo interesantnom močvarnom staništu zabilježena je rijetka, ugrožene i zaštićene vrste kornjača.

## Povijest
Raspoznatljivih je antropogeografskih osobina. Po njima postoji još od prije dolaska osmanske vlasti. Hrvatska katolička sastavnica u Doknju nikad nije prekinuta, premda je bila izložena snažnim protivnim procesima kroz povijest: islamizacija, ratovi, kuga, nerodne godine, nasilne migracije i diskriminacija.
Kraj je naseljen u starom vijeku, u ilirsko doba. Svojstvene su tvrđavice na brežuljcima, od čega su dansa ostali samo toponimi: Gradina, Gradac, Grad, Gradište.... Iz vremena Ilira pronađeni su neki materijalni ostatci na nekim mjestima na Majevici. Benković smatra da je gradina na Gradovrhu izvorno bila ilirska utvrda kojoj su poslije dodani rimski kulturni slojevi. Naseljenost traje kroz rimsko doba. Arheološki je potvrđeno da već tada u Solima imamo kršćanstvo. U Skelanima kod Srebrenice je najbliža lokacija sačuvanih ostataka prve kršćanske crkve. U srednjem vijeku doseljavaju Slaveni i Hrvati. Doseoba Ugara u Panonsku nizinu u 9. st. utjecala je i na ove krajeve. Nije sasvim sigurno, iako neka vrela tvrda da je područje župe Breške u ranom srednjem vijeku pripadalo župi Soli. Okosnicu cestovne infrastrukture još od predosmanskog srednjeg vijeka predstavljao je povijesni regionalni karavanski put Soli - Dokanj - Spomenik - Šibošnica - Čelić. U srednjovjekovnoj Bosni vinogradarstvo i nasadi vinove loze bili su zastupljeni najviše upravo u ovim krajevima. Župa Soli odlukom kralja Andrije II. oduzeta je od matične zemlje 1225. i darovana katoličkom nadbiskupu Ugrinu. Darovnica kralja Bele IV. sadrži da je bosanskom biskupu Ponsi priznata desetina u Usori, Solima, Donjim Krajima i drugim župama. Ugri su vladali područjem Majevice od 1464. do 1512. u okviru Srebreničke banovine. Od kraja 13. st. ovim krajevima djeluju franjevci.
Osmanlije su zaposjele Bosnu 1463., no već je 1464. hrvatsko-ugarski kralj Matija Korvin protuofenzivom oslobodio ovaj dio Bosne i uspostavio vlast Hrvatsko-Ugarske. Ovdje je uspostavio Srebreničku banovinu koja je opstala do 1512., otkad počinje višestoljetna osmanska uprava i s njome iseljavanje katolika 1512., neprekidno sve do kraja 17. st. kad se drastično i povećalo. Zahvaljujući djelovanju franjevaca lpko si nemjerljivo pridonijeli duhovno i kulturno životu župe Breške, iseljavanje je ublaženo. Dolaskom osmanskih osvajača župa Breške strateški postaju važne, jer je bila veza soljanskog područja s istočnom Hrvatskom (Slavonija) i izlazak na rijeku Savu. U osmanskim vremenima vinogradarstvo je iskorijenjeno. Područje pripada pripada Zvorničkom sandžaku, Tuzlanskom kadiluku, a Gornjotuzlanskoj nahiji.
Kuće su izgrađene na iskrčenim brežuljcima, kosama i dolinskim stranama i dosta su udaljene između sebe. Očigledno je da su predci današnjih stanovnika krčili šume radi naseljavanja, odnosno sela su podignuta na krčevinama. U srednjem vijeku u 16. stoljeću Dokanj se spominje kao naselje. U Doknju se nalazi nekropola stećaka.
Dolazak Austro-Ugarske znači industrijalizaciju zemlje te se zaposlilo mnogo ljudi s područja župe. Zbog velika vojnog kontingenta u Tuzli povećana je potražnja poljoprivrednih proizvoda pa se na području ove župe razvila brzo i naglo poljoprivreda. Bilo je to mirno političko razdoblje. Svjetski ratovi i španjolska gripa odnijeli su mnogo života. Socijalistička Jugoslavija donosi župi nagli porast zaposlenosti, populacijski bum. Razvoj se mnogo usporio krajem 1960-ih. Velikosrpska agresija na BiH mnogo je pridonijela iseljavanju. Svibnja 1992. snage JNA i VRS granatiranjem oštetile groblje.
Dokanj pripada župi Breške. Prema šematizmu franjevačke provincije Bosne Srebrene u Doknju je 1856. bilo 26 katoličkih obitelji i 251 katolik, a prema Imeniku klera i župa za 1910. godinu u Doknju je bilo 510 katolika. Izmjenom župnih granica koncem 20. stoljeća Dokanj je ostao u župi Breške. Godine 1990/91. podignuta je u Doknju filijalna crkva sv. Ilije po projektu arhitekta Zlatka Hanžeka. Akademski slikar Mladen Ivešić izradio je oltarsku sliku, postaju Križnog puta i ponuđeno mu je osmisliti interijer. Prema podacima iz 2001. godine župe Breške u Doknju je bilo 293 katoličkih obitelji s 836 katolika.
Godine 2000. u Doknju se svake godine organizira manifestacija Lilanja, u povodu blagdana sv. Ilije. Središnji događaj niza aktivnosti je lilanje. Manifestaciju organizira KUD "Sveti Ilija".
Kolovoza 2014. godine Dokanj je osjetio posljedice velikih poplava. Mjesni potočić Dulkerka, inače "tanak kao konac", zbog silovitog priljeva oborinskih voda s Majevice nakon trodnevnih pljuskova prerastao je u ogromnu rijeku dubine nekoliko metara i oko 10 – 20 metara širine koja je na nekim mjestima prokopala novo korito i proširila postojeće. U Solini i Doknju obilni pljusak je u malo vremena stvorio bujicu i nabujala rijeka je poplavila putnu infrastrukturu, uništila nekoliko lokalnih puteva, most prema lokalnoj crkvi, okolne pomoćne objekte, štale i prijetila ugroziti i kuće, oštetila kanalizacijsku mrežu, pojavila se klizišta. Dokanj i Brkani podno Majevice preživljavali su pravu dramu. Za razliku od poplavnog svibnja kad su ostali krajevi bojevali s klizištima i poplavama, Dokanj je prošao bez problema.
Vodoopskrbna infrastruktura Doknja ni polovicom 2016. nije bila u potpunosti riješena.

## Promet
Regionalni put Tuzla – Dokanj – Spomenik – Šibošnica – Čelić.

## Kultura
U Doknju djeluje KUD Sveti Ilija i HKŠD Dokanj.
Važni vjerski objekti su rimokatolička crkva sv. Ilije, kapela Glavosijeka sv. Ivana Krstitelja, kapela sv. Ante te na zapadnom kraju Doknja je pravoslavna crkva Presvete Bogorodice Trojeručice.
Kod kapele sv. Ante je spomen obilježje hrvatskim braniteljima Doknja.
Stara katolička nekropola Jarići sa stećcima, na većini kojih je reljefno usječen znak križa, ujedno je vrlo staro katoličko molitvište sa spomenutom kapelom posvećenoj Glavosijeku sv. Ivana Krstitelja.
S obzirom na brojnost, dekorativnu i oblikovnu vrijednost, a posebno krajobrazne značajke, područje župe Breške kojoj pripada Dokanj može se označiti matičnom oblasti ovoga specifikuma kršćanskog sepulkralnog naslijeđa. Među najvažnije lokalitete sa stećcima ("mramorovima", "mađarskim grobljima") spada dokanjsko katoličko groblje, uz ona u Obodnici Gornjoj i Donjim Breškama. Nekropola sa stećcima na brdu u Doknju uživa odlukom Povjerenstva za zaštitu nacionalnih spomenika BiH donesenoj n 52. sjednici 21. – 23. studenoga 2011. produženi režim zaštite kulturno-povijesnih dobara za koje su ponesene peticije kojima je režim zaštite istekao u razdoblju od 30. kolovoza 2011. do 30. studenoga 2011. godine.
Najstarije kulturne manifestacije ovog kraja su Listari i Lilanje. Motivirane su rađanjem prirode, proljeća i novog života i nose kultno-paganske elemente iz slavenskog perioda, na koje se poslije slilo kršćanske običajne elemente.
Narodna nošnja identična je kod svih župskih područja Drenačko-brežačko-lipničko-sprečke hrvatske skupine. Zajednička osobina te nošnje jest prevlast bjeline.

## Gospodarstvo
cijela ova župa izrazito je blizu tradicionalnom industrijskom središtu Tuzli te je funkcionalno podređena. Uvjeti u Doknju za voćarsku proizvodnju, stočarstvo i pčelarstvo idealni su. Zadnjih godina pokušava se obnoviti uzgoj vinove loze u Doknju i Nikolićima.

## Šport i lovstvo
- Bosna, nogometni klub
- Dokanj, nogometni klub
- Lovački dom Stara Majevica
- Strelište Stara Majevica, kod Lovačkog doma
- Na strelištu se održava prvenstvo grada Tuzle u gađanju glinenih golubova.[15]

## Stanovništvo
| Dokanj             |              |              |                |                |
| godina popisa      | 1991.*       | 1981.        | 1971.          | 1961.          |
| Hrvati             | 994 (54,40%) | 952 (88,06%) | 1.141 (94,92%) | 1 117 (97,81%) |
| Srbi               | 569 (31,14%) | 12 (1,11%)   | 55 (4,57%)     | 23 (2,01%)     |
| Muslimani          | 20 (1,09%)   | 24 (2,22%)   | 3 (0,24%)      |                |
| Jugoslaveni        | 170 (9,30%)  | 78 (7,21%)   |                | 1 (0,08%)      |
| ostali i nepoznato | 74 (4,05%)   | 15 (1,38%)   | 3 (0,24%)      | 1 (0,08%)      |
| ukupno             | 1.827        | 1.081        | 1.202          | 1 142          |

* Pripojeno Crno Blato.
1990. godine Crno Blato ušlo je u sastav Doknja (Sl.list SRBIH, 33/90).

## Upravna organizacija
Dokanj je danas mjesna zajednica općine Tuzle i spada u ruralno područje općine Tuzle. U njemu je 31. prosinca 2006. godine prema statističkim procjenama živjelo 2.106 stanovnika u 640 domaćinstava.

## Poznate osobe
- fra Karlo Grabovičkić, rkt. svećenik, mučenik[24]
- Boris Pejić, akademski slikar[25]
- Marinko Banović, hrv. književnik
- Vedran Đulabić, prof.dr.sc., redovni profesor na Pravnom fakultetu u Zagrebu[26]